# 사이프에딘 카우이
사이프에딘 카우이(아랍어: سيف الدين خاوي, 프랑스어: Saîf-Eddine Khaoui, 1995년 4월 27일 ~ )는 프랑스 리그 2의 클럽 레드 스타에서 미드필더로 뛰고 있는 튀니지의 프로 축구 선수이다. 프랑스에서 태어난 그는 튀니지 국가대표팀에서 뛰고 있다.

## 구단 경력

### 투르
카우이는 투르의 유소년 선수이다. 그는 2014년 2월 14일 이스트르와의 원정 경기에서 리그 2 데뷔 전을 치렀다.

### 마르세유
2016년 6월 18일, 투르는 마르세유와 카우이의 매각을 위한 합의에 도달했음을 확인했다. 그는 2016년 8월 14일, 0-0으로 비긴
툴루즈와의 경기에서 하프타임에 플로리앙 토뱅과 교체되며 리그 데뷔 전을 치렀다.

#### 트루아로의 임대
2017년 7월 26일, 그는 마르세유에서 한 달밖에 뛰지 못했고, 카우이는 트루아로 임대되었다. 그는 2017년 8월 5일, 1-1로 비긴 렌과의 경기에서 데뷔 전을 치렀다.

#### 캉으로의 임대
2018년 8월 31일, 카우이는 2018-19 시즌 임대로 캉에 입단했다.

### 클레르몽
2021년 8월 14일, 카우이는 2년 계약으로 리그 1의 클레르몽으로 이적했다.

### 코르 파칸
2023년 6월 11일, 카우이는 클레르몽 계약 만료 후 UAE 프로리그의 코르 파칸에 입단할 것으로 확정되었다.

## 국가대표팀 경력
카우이는 튀니지 U-21 국가대표팀에 의해 소집되었고 나이지리아 U-21을 상대로 데뷔 전에서 득점했다. 그는 2016년 튀니지 올림픽 대표팀의 경기로 소집되었다.
2018년 3월 23일, 이란과의 친선 경기에서 튀니지 축구 국가대표팀 데뷔 전을 치렀다.
2018년 6월, 그는 러시아의 2018년 FIFA 월드컵에서 튀니지의 23인 명단에 이름을 올렸다.

## 사생활
카우이는 프랑스에서 튀니지계 부모에게서 태어나고 자랐다.